# ران انریک
ران انریک (متولد ۱۹۵۰) یک افسر اتحادیه های اعتباری آمریکا و معلم است. او نامزد معاون ریاست جمهوری برای ایالات متحده آمریکا از حزب سوسیالیست در انتخابات ریاست جمهوری ایالات متحده آمریکا در سال ۱۹۸۸ بوده است و به عنوان ویلا کنویر فعالیت می کرده است.